# Shijian 11-06
Shijian 11-06 – chiński wojskowy satelita rozpoznawczy, najpewniej do wczesnego ostrzegania przed pociskami balistycznymi. Szczegóły misji są utajnione.